# Revocation (album)
| Recensione  | Giudizio |
| ----------- | -------- |
| Thrash Hits | [ 1 ]    |

Revocation è il quarto album in studio del gruppo musicale statunitense Revocation, pubblicato il 5 agosto 2013 dalla Relapse Records.

## Tracce
Testi e musiche di David Davidson, eccetto dove indicato.
1. The Hive – 3:44
2. Scattering the Flock – 5:28 (musica: Dan Gargiulo)
3. Archfiend – 5:42
4. Numbing Agents – 3:18
5. Fracked – 3:52
6. The Gift You Gave – 5:31
7. Invidious – 4:27
8. Spastic – 3:57
9. Entombed by Wealth – 4:09
10. A Visitation – 5:44 (musica: Dan Gargiulo)

Traccia bonus nell'edizione deluxe
1. Dyers Eve (Metallica cover) – 5:15 (testo: James Hetfield – musica: James Hetfield, Lars Ulrich, Kirk Hammett)

## Formazione
Gruppo
- David Davidson – voce, chitarra; banjo in Invidious
- Dan Gargiulo – chitarra, voce secondaria
- Brett Bamberger – basso, cori in Invidious
- Phil Dubois-Coyne – batteria; cori in Invidious

Altro personale
- Revocation – produzione
- Peter Rutcho – produzione, registrazione, ingegneria del suono, missaggio; cori in Invidious
- Pat Faherty – cori in Invidious
- Orion Landau – design

## Classifiche
| Classifica (2013) | Posizione massima |
| ----------------- | ----------------- |
| Stati Uniti       | 153               |